# Gamasiphis eumagnus
Gamasiphis eumagnus är en spindeldjursart som beskrevs av Wolfgang Karg 1996. Gamasiphis eumagnus ingår i släktet Gamasiphis och familjen Ologamasidae. Inga underarter finns listade i Catalogue of Life.